# Велвендо
Велвендо (грч. Βελβεντός, Велвендос) је град и седиште истоимене општине у периферији Западна Македонија, Грчка. Према попису из 2021. године било је 2.913 становника.
Према бугарском географу и историчару, Василу Канчову, Велвендо је претежно грчко насеље, где живи и око 300 Турака. Град је 1913. године имао 3.691 житеља. После Балканских ратова турско становништво се иселило. На попису из 1928. године Велвендо је имао 3.244 становника, од чега је било 10 грчких избегличких породица, укупно 41 особа.

## Познате личности
- Панајот Папакостопулос, српски лекар и један од оснивача Српског лекарског друштва